# No 309
No 2000 (titulada Habitación 309 en España e Hispanoamérica) es una serie de televisión turca. Fue producida por Gold Film y emitida por Fox Turquía. Es una adaptación libre de la serie surcoreana Fated to Love You de 1994.

## Trama
En un vídeo póstumo, un millonario anciano le habla a toda su familia. En este vídeo declara que el primer nieto que se case y tenga un hijo, obtendrá toda su parte de la compañía familiar. Desesperadas por obtener esa fortuna, las madres se apresuran a establecer citas a ciegas para sus hijos. Obligado por su madre, Onur va a su cita a ciegas. Allí conoce a Lale, que estaba allí para su cita a ciegas con un joven médico también llamado Onur. La cita a ciegas se transforma en una desenfrenada noche llena de diversión y locuras, donde ambos terminan emborrachándose y pasando la noche en la habitación 309 de un hotel. Por la mañana, sin poder recordar nada sobre lo que pasó anoche, ambos se despiden y acuerdan no volver a verse nunca más. Sin embargo, tres meses después, Lale descubre que está embarazada de Onur.

## Reparto
- Demet Özdemir como Lale Sarıhan.
- Furkan Palalı como Onur Sarıhan.
- Sumru Yavrucuk como Songül Yenilmez.
- Nurşime Demir como İsmet Sarıhan.
- Gökçe Özyol como Kurtuluş Yorulmaz.
- Cihan Ercan como Erol Sarıhan.
- Özlem Tokaslan como Yıldız Sarıhan.
- Suat Sungur como Fikret Sarıhan.
- Sevinç Erbulak como Betül Sarıhan.
- Beyti Engin como Şadi Sarıhan.
- Fatma Toptaş como Nilüfer Yorulmaz.
- İrem Helvacıoğlu como Pelinsu Yalın.
- Pelin Uluksar como Nergis Yenilmez.
- Murat Tavlı como Samet Yetiş.
- Ceren Taşçı como Filiz Sarıhan.
- Fatih Ayhan como Onur Saygın.
- Eda Özel como Şebnem Yalın.
- Ömrüm Nur Çakallı como Gülşah Yorulmaz.
- Özlem Ulukan como Şerife.
- Selen Şeşen como Seher.

## Temporadas
| Temporada | Temporada | Episodios | Rango de episodios | Emisión original         | Emisión original      |
| Temporada | Temporada | Episodios | Rango de episodios | Inicio                   | Final                 |
| --------- | --------- | --------- | ------------------ | ------------------------ | --------------------- |
|           | 1         | 59        | 1 - 59             | 1 de junio de 2016       | 2 de agosto de 2017   |
|           | 2         | 6         | 60 - 65            | 20 de septiembre de 2017 | 23 de octubre de 2017 |

## Transmisión
| País                 | País      | Inicio de transmisión | Fin de transmisión  | Cadena  | Horario |
| -------------------- | --------- | --------------------- | ------------------- | ------- | ------- |
| Bandera de Bolivia   | Bolivia   | 11 de junio de 2018   | 18 de julio de 2019 | ATB     | 14:00   |
| Bandera de Venezuela | Venezuela | septiembre de 2018    | 2019                | IVC     |         |
| Bandera de Chile     | Chile     | 25 de marzo de 2019   | 8 de enero de 2020  | TV+     | 16:00   |
| Bandera de Nicaragua | Nicaragua | 12 de agosto de 2019  | 2020                | Canal 4 | 11:00   |
| Bandera de Nicaragua | Nicaragua | noviembre de 2022     | 2023                | Canal 4 | 19:00   |
| Bandera de Perú      | Perú      | TBA                   | TBA                 | TBA     | TBA     |